# Palloptera modesta
Palloptera modesta är en tvåvingeart som först beskrevs av Johann Wilhelm Meigen 1830.  Palloptera modesta ingår i släktet Palloptera och familjen prickflugor. Inga underarter finns listade i Catalogue of Life.